# Millbank
Millbank é uma área do centro de Londres, na cidade de Westminster. Millbank está localizada pelo Rio Tâmisa, ao leste de Pimlico e ao sul de Westminster. Millbank tem reputação de ser o local dos principais escritórios do governo, da sede da Burberry, da Torre Millbank e de importantes instituições de arte, como a Tate Britain e o Chelsea College of Art and Design.

## História
A área deriva seu nome de um moinho de água pertencente à Abadia de Westminster, que ficava em um local próximo ao atual College Green. O levantamento topográfico de Norden, realizado durante o reinado de IIsabel I em 1573, registra a existência de tal moinho, embora grande parte da área que hoje compõe Millbank fosse chamada por Samuel Pepys e outros de Tothill Fields. Descrito como um local com focos de peste e uma "localidade baixa e pantanosa", adequada para caçar narcejas nos "pântanos e atoleiros" próximos.
Após a vitória de Cromwell na Batalha de Worcester, em setembro de 1651, cerca de 4.000 monarquistas derrotados foram presos em Tothill Fields antes de serem vendidos como escravos a mercadores que negociavam com a África e as Índias Ocidentais. As instalações do campo de prisioneiros, localizado no terreno pantanoso, eram tão precárias que 1.200 prisioneiros foram registrados como tendo morrido nessas condições primitivas.
Antes da construção da Prisão de Millbank em 1816, a área era escassamente coberta por casas residenciais, mas contava com uma destilaria à beira do rio, de propriedade de um Sr. Hodge, e numerosos pequenos asilos, casas de repouso e casas de repouso para os pobres, criminosos e doentes. Baltic Wharf, um local ao norte da Ponte Vauxhall, foi durante grande parte do século XIX a sede da Henry Castle & Son, uma empresa de desmanche de navios e comerciante de madeira. Numerosos navios de madeira da Marinha Real foram desmantelados neste local, com suas figuras de proa ornamentadas frequentemente expostas nos portões e no perímetro dos muros do pátio.
A aparência geral de Millbank hoje data da década de 1930, quando a área foi amplamente reconstruída para reparar os danos causados pela enchente do Tâmisa em 1928, após o desabamento de um trecho de 25 metros de comprimento do aterro do Tâmisa. Millbank compartilha o nome da estrada principal (A3212) ao longo da margem norte do rio Tâmisa, estendendo-se para o norte da Ponte Vauxhall até a Rua Abingdon, ao sul da Praça do Parlamento. Há escritórios parlamentares situados do outro lado desta estrada, notavelmente o nº 7, construído como sede da British American Tobacco. A estrada foi criada como parte do aterro do Tâmisa em meados do século XIX e fica acima de um grande coletor de esgoto.
A sede da gigante química britânica ICI ficava originalmente na Imperial Chemical House, em Millbank (cuja entrada na Smith Square era chamada de Nobel House), antes de ser transferida para a Manchester Square, também em Londres. As sedes do Escritório da Irlanda do Norte, do MI5 e da Thames House também ficam nas proximidades.
Em 18 de dezembro de 1973, o Exército Republicano Irlandês Provisório (IRA) detonou uma bomba na Rua Thorney às 8h50. A bomba deixou mais de 50 feridos, incluindo dois gravemente (ver atentado de Westminster em 1973).
O Millbank Studios reside na área como uma empresa de transmissão independente, de propriedade da ITV. O estúdio está situado em frente ao Parlamento. O canal de transmissão do Parlamento da BBC também está situado nas proximidades (destinado a transmitir cobertura política parlamentar e geral em nome da BBC). O nº 4 é o local comumente usado pelas emissoras para produzir cobertura da área de Westminster, incluindo a BBC, Sky News e ITV. O vizinho College Green é usado como cenário para entrevistas com políticos ao ar livre. Emissoras de países estrangeiros também têm escritórios no complexo do estúdio Millbank. As emissoras australianas ABC, Seven e Nine têm escritórios no prédio. O Channel Ten (da Austrália) também costumava ter um escritório, mas foi descartado devido a dificuldades financeiras. A emissora japonesa NHK também tem um escritório no complexo. A RTÉ News and Current Affairs também tem seu escritório em Londres no mesmo local.

## Transporte público
O Millbank Millennium Pier é uma estrutura moderna de píer no Rio Tâmisa. Um serviço regular de um barco fluvial projetado por Damien Hirst conecta a Tate Britain com a Tate Modern.
As estações de metrô da cidade Londres mais próximas são Westminster, Pimlico e Victoria. A estação London Victoria  é um terminal da linha principal da National Rail, com uma estação rodoviária nacional adjacente. As estações Waterloo e Charing Cross ficam próximas. Millbank é bem conectada por ônibus.